# Reabkivka, Ciutove
Reabkivka (în ucraineană Рябківка) este un sat în comuna Skîbivka din raionul Ciutove, regiunea Poltava, Ucraina.

## Demografie
Componența lingvistică a localității Reabkivka
     Ucraineană (93,05%)
     Română (4,55%)
     Rusă (2,41%)
Conform recensământului din 2001, majoritatea populației localității Reabkivka era vorbitoare de ucraineană (93,05%), existând în minoritate și vorbitori de română (4,55%) și rusă (2,41%).